# Futebol Clube Bravos do Maquis
Futebol Clube Bravos do Maquis, ou simplesmente Bravos do Maquis, É um clube de futebol de Luena, capital da província do Moxico em Angola, fundado em 1983. As cores do clube são azul e branco.
O nome do clube faz referência aos maquis implantados pelo Movimento Popular de Libertação de Angola (MPLA) durante as décadas de 1960 e 1970 na província do Moxico, importantíssimas estruturas de guerrilha anticolonial da Frente Leste.

## Títulos
- Taça de Angola: 2015[1]